# Rouba Queijo
Rouba Queijo é um jogo de tabuleiro comercializado pela Grow nos anos 80/90.

## Componentes do Jogo
- 2 ratos de plástico com imã na parte inferior.
- 2 hastes de plástico com imã em uma das extremidades, para controlar os ratos no tabuleiro.
- Tabuleiro de plástico injetado simulando um porão com escadas, armários e as tocas dos ratos.
- Diversos dados que representavam o queijo.

## Objetivo
Os dados são jogados nas duas escadas que se encontra em duas das extremidades do tabuleiro, espalhando-os naturalmente. Cada jogador controla um rato no tabuleiro utilizando a haste plástica sob o tabuleiro. Os jogadores devem tentar levar o máximo de dados para dentro de sua própria toca. Quem "roubar" mais queijo, vence a partida.

## Ligações Externas
Site do Fabricante (O jogo não é mais produzido)